# Grotta del Prete
La Grotta del Prete (nota anche come Ozerna, in ucraino: Озерна, che significa "lago") è una grotta nell'Ucraina occidentale vicino al villaggio di Strilkivtsi (in ucraino: Стрілківці), situato all'interno del Distretto di Chortkiv nell'Oblast di Ternopil.
La Grotta del Prete fa parte di un ampio sistema di grotte di gesso ed è una delle grotte più lunghe del mondo con oltre 140.490 m di passaggi esplorati. Si trova a circa 450 chilometri di distanza a sud-ovest di Kiev e a circa 5,5 chilometri a sud del capoluogo distrettuale di Borshchiv. Nella seconda guerra mondiale fu usata come rifugio dai profughi ebrei durante l'occupazione nazista.

## Rifugio dell'Olocausto
Negli anni 1942-1944, durante l'occupazione nazista, diverse famiglie ebree vivevano in questa e nella vicina grotta di Verteba (situata a 8 chilometri a ovest nella città di Bilche Zolote). Alcune di queste persone non hanno mai lasciato la grotta per 344 giorni, rendendo questo il caso più lungo mai registrato di abitazione ininterrotta nella grotta. Sebbene alcuni degli ebrei nascosti in queste grotte siano stati catturati e assassinati dai nazisti, trentotto di loro sono riusciti a sopravvivere all'Olocausto degli ebrei ucraini fino a quando l'area non fu liberata dall'Armata Rossa nell'aprile 1944.
Queste persone quasi certamente non sarebbero sopravvissute se non avessero cercato rifugio in queste grotte, poiché il 95% degli ebrei in Ucraina fu sterminato. Inoltre, questo gruppo comprendeva due famiglie, il che rese la loro sopravvivenza ancora più notevole, poiché solo l'1% delle famiglie ebree ucraine sopravvisse intatto all'Olocausto. Inizialmente si nascosero nella Grotta della Verteba, ma dopo che i tedeschi scoprirono la loro presenza, si trasferirono nella Grotta del Prete, dove riuscirono a sopravvivere per il resto dell'occupazione tedesca della regione. Alcuni degli ucraini locali aiutarono gli ebrei vendendo loro cibo, ma altri arrivarono sul punto di provocare la loro uccisione, tentando persino un assalto armato contro gli uomini ebrei che stavano cercando di trasportare i sacchi di grano all'ingresso della grotta nel cuore della notte.
Le persone nella grotta non poterono permettersi di illuminarla, ma dovevano conservare candele e carburante. Ciò significò che accendevano le candele solo per pochi minuti, più volte al giorno, per preparare i pasti. Tutte le altre ore furono trascorse nell'oscurità più totale. Una delle sopravvissute, Pepkala Blitzer, all'epoca una bambina di quattro anni quando con la sua famiglia cercò riparo nelle caverne, ricordò in seguito come si fosse completamente dimenticata del sole o della luce del giorno.
All'inizio di aprile 1944, uno degli uomini ebrei trovò una bottiglia che giaceva sul pavimento sotto l'ingresso della grotta. Dentro c'era un messaggio di un amichevole contadino ucraino, che diceva: "I tedeschi sono già andati via". Pochi giorni dopo, l'intero gruppo di ebrei nascosti nella grotta, circa 38 persone, lasciò finalmente il rifugio. In piedi sotto il sole splendente, Pepkala chiese a sua madre di spegnere la candela accesa, perché le faceva troppo male agli occhi: si riferiva al sole, che non ricordava più di aver visto.

### Sopravvissuti
La maggior parte dei sopravvissuti emigrò in Nord America, dove vivono ancora i loro discendenti. La loro storia rimase sconosciuta fino a quando il giovane speleologo americano ed ex agente di polizia Christos Nicola non esplorò le grotte della regione. Nel 1993, trovò le prove che le persone avevano cercato rifugio nella grotta durante la guerra. Chiese informazioni ai residenti locali, secondo cui "forse alcuni ebrei avevano vissuto nella grotta durante la guerra".
Dopo essere tornato a New York, Nicola trascorse 10 anni nella ricerca di queste persone fino a quando non è stato in grado di individuare un sopravvissuto che viveva a pochi chilometri da lui nel Queens. Questo lo ha portato a incontrare molti dei sopravvissuti ebrei rimasti e ne ha registrato le loro esperienze.

## Documentario
La storia dei sopravvissuti che vivevano in queste grotte è stata pubblicata nel numero di giugno/luglio 2004 del National Geographic Adventure Magazine, così come in numerosi altri articoli di giornale e in un libro pluripremiato pubblicato nel 2007 che Nicola ha aiutato a scrivere. 
Lo scrittore e fotografo dello staff del National Geographic Peter Lane Taylor, co-autore di "Il segreto della Grotta del Prete" con Nicola, ha creato una società di produzione chiamata Frontier Media Ventures, per facilitare la realizzazione di un documentario, di una mostra e di un film su Nicola e la Grotta del Sacerdote.
No Place on Earth è un documentario/lungometraggio sulla storia della Grotta del Sacerdote, nonché sul lavoro investigativo di Nicola nel portare la storia all'attenzione del pubblico, diretto e prodotto da Janet Tobias, narrato da Nicola e da quattro sopravvissuti. Fu distribuito nelle sale negli Stati Uniti nel 2013 da Magnolia Pictures e in Germania da Senator Films.